# Friedrich Stromeyer
Friedrich Stromeyer (Göttingen, 2 de agosto de 1776 — 18 de agosto de 1835) foi um químico alemão. 
Recebeu seu grau em 1800, pela Universidade de Göttingen.
Descobriu o elemento químico cádmio ao estudar compostos de zinco, embora tenha encontrado em quantidades muito pequenas.